# ハンドボールスイス代表
ハンドボールスイス代表はスイスハンドボール連盟(SHV)によって編成されるスイスのハンドボールナショナルチームである。欧州ハンドボール連盟(EHF)に所属する。

## 成績

### オリンピック
- 1936年 - 3位
- 1980年 - 8位
- 1984年 - 7位
- 1996年 - 8位

### 世界選手権
- 1954年：4位
- 1961年：10位
- 1964年：12位
- 1967年：14位
- 1970年：15位
- 1982年：12位
- 1986年：11位
- 1990年：13位
- 1993年：4位
- 1995年：7位

### 欧州選手権
- 2004年：12位
- 2006年：14位